# Osservatorio astronomico d'Abruzzo

Il padiglione principale e l'edificio con l'abitazione del Direttore in una fotografia del 1931

L'Osservatorio astronomico d'Abruzzo (già osservatorio astronomico di Teramo "Vincenzo Cerulli") sito in località Collurania a Teramo, è uno degli osservatori astronomici pubblici italiani. Insieme agli altri osservatori, cinque ex-istituti del Consiglio Nazionale delle Ricerche, e il telescopio nazionale Galileo, è parte dell'Istituto nazionale di astrofisica (INAF) e gestisce direttamente anche la Stazione osservativa di Campo Imperatore (AQ). Ha assunto l'attuale denominazione a partire dall'11 settembre 2017, a seguito della deliberazione del consiglio di amministrazione dell'INAF del 23 giugno 2017 n. 46.
Fu fondato dall'astronomo Vincenzo Cerulli, al quale è stato in seguito dedicato: questi, infatti, tra il 1890 e il 1893, fece costruire la struttura in località Collurania (da Collis Uraniæ), sui rilievi collinari antistanti la città di Teramo, in terreni di proprietà della famiglia. La costruzione dette poi il nome all'intera frazione sulla quale sorge. Circondato da un ampio parco con pini, cipressi e abeti, l'osservatorio, con l'inconfondibile cupola bianca del padiglione principale, rappresenta uno dei tratti più caratteristici del paesaggio locale.
Il suo codice IAU è 037.

## Fondazione
La struttura dell’osservatorio venne progettata dall’ing. Carlo Maria Viola, nato a Zara nel 1855, da famiglia irredentista, e morto a Bologna nel 1925. Geologo eccellente, godette di profonda stima e ampia fama a livello anche internazionale. Viola iniziò gli studi accademici presso l’Università di Vienna e li proseguì successivamente nella Scuola di Applicazione di Roma. Si trasferì quindi a Berlino, dove conseguì la specializzazione all'interno dell’Accademia Montanistica di Berlino e dove operò per un ulteriore biennio presso l’Istituto Geologico berlinese. Rientrato in Italia, tra il 1888 e il 1894 provvide al rilevamento geologico dell’intera parte centrale e meridionale del territorio nazionale. Dal 1905 al 1925, anno della sua morte, venne nominato docente di mineralogia presso la Facoltà di Scienze dell’Università di Parma.
La sua firma compare sul progetto per l’edificazione dell’osservatorio astronomico teramano: vi lavorò, in stretto contatto con Vincenzo Cerulli, committente e proprietario della struttura, dal mese di aprile 1890 al mese di agosto 1893, quando l’edificio poteva ormai dirsi completato. Fu proprio lui, assieme a Vincenzo Cerulli, ad attribuire il nome Collurania alla collina sulla quale sorge l’osservatorio. Ancora oggi tale località porta difatti questo nome.
In base ai progetti elaborati dall’ing. Viola, al centro del padiglione principale dell’osservatorio venne innalzato un grande pilastro, alto più di 15 metri, con lo scopo di sorreggere, allora come oggi, il mastodontico telescopio rifrattore Cooke da 39 centimetri, che dà il nome all'intero padiglione. Senza questo pilastro, il telescopio, posto al centro della sala di osservazione all'ultimo piano, sprofonderebbe nel pavimento.
Sensibilmente diverso nell’aspetto e nelle dimensioni rispetto a come lo si può osservare oggi, il padiglione principale dell’osservatorio era in origine dotato di un’ampia fessurazione verticale nell’ala destra, aperta nel 1892, che serviva ad alloggiare il telescopio zenitale fatto realizzare nel 1890 a Londra, su richiesta di Vincenzo Cerulli, dalla ditta Troughton & Simms. Questo strumento in acciaio, ottone dorato e legno aveva l’obiettivo di misurare la distanza fra gli astri. Venne utilizzato fino al 1922. Fu quindi smontato, risistemato nel 1945 e in seguito posto definitivamente in disuso.
Nel 1919 la fessurazione verticale venne murata e il padiglione principale, anche grazie ad una parziale sopraelevazione, assunse l’aspetto attuale. Nel progetto originario, una analoga fessurazione, ma in senso orizzontale, era prevista nell’ala sinistra dello stesso padiglione. Avrebbe avuto lo scopo di ospitare una serie di strumenti per le rilevazioni del tempo, ma non venne tuttavia mai realizzata.

## La cupola e il telescopio rifrattore Cooke

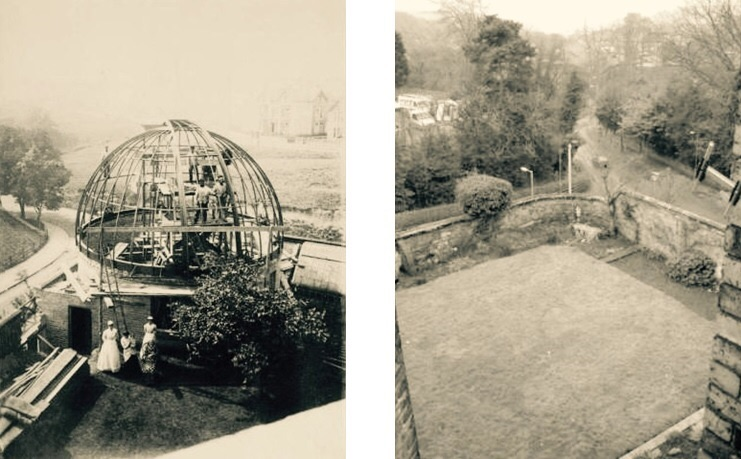
L'Osservatorio di Scarborough prima e dopo la demolizione

La cupola del padiglione principale, distintamente visibile anche dal centro della città di Teramo sulla sommità della collina sulla quale sorge l’osservatorio, ha una storia autonoma: oggi presente a Teramo, un tempo invece era situata nel Regno Unito.
Nella città di Scarborough, in prossimità dell’intersezione fra due strade urbane, l’astronomo James Wigglesworth edificò un suo personale osservatorio, dotandolo di una cupola in cartone pressato di 9,5 metri di diametro e di un telescopio della ditta Cooke & Sons, di cui lo stesso Wigglesworth era azionista per il ramo ottico. Cupola e telescopio, entrambi forniti nel 1885 dalla Cooke & Sons, erano dunque coevi. Il 1 settembre 1885 l’osservatorio di Scarborough era ufficialmente in funzione e vi presero servizio il proprietario, James Wigglesworth, e il suo astronomo assistente, Gerhard Lohse. Alla morte del costruttore, avvenuta nel 1888, gli eredi decisero di chiudere e smantellare il suo osservatorio. Il materiale in esso contenuto, cupola e telescopio Cooke in particolare, vennero quindi smontati e venduti all’astronomo italiano Vincenzo Cerulli. Era il 30 giugno 1890.
Cupola e telescopio arrivarono quindi a Teramo, dove furono rimontati e dove si trovano ancora oggi. La cupola, nel 1960, è stata oggetto di un completo rivestimento: zinco e titanio all’esterno, legno e polistirolo espanso all’interno. Nel 2016 la cupola, già sottoposta a vincolo quale bene storico, è stata restaurata e riportata al colore bianco candido, corrispondente al suo aspetto originario che aveva a Scarborough. Anche la coibentazione termica interna ha subito un totale rifacimento, al fine di rispettare le vigenti norme di sicurezza.

## Prime attività scientifiche
Le osservazioni, effettuate utilizzando il telescopio Cooke, iniziarono nel 1893 e furono dedicate principalmente all'osservazione del pianeta Marte e dei cosiddetti "canali marziani", la cui scoperta, nel 1877, ad opera di Giovanni Virginio Schiaparelli, aveva animato il dibattito astronomico in quegli anni. Il Cerulli, sulla base delle osservazioni effettuate, giunse alla conclusione che i supposti canali altro non fossero che illusioni ottiche dell'osservatore dovute a un'ingannevole integrazione compiuta dallo stesso Schiaparelli, raccordando tra loro macchie scure al limite della visibilità: tale teoria fu poi confermata dallo stesso Schiaparelli. In quegli anni le osservazioni furono dedicate anche a Venere, nonché ad asteroidi, comete e stelle doppie.
Lungo il viale che conduce al padiglione principale, oggi noto come Viale Mentore Maggini, venne realizzato da Vincenzo Cerulli, in quota leggermente inferiore rispetto al fabbricato Cooke, un ulteriore edificio: si tratta della cosiddetta specoletta, innalzata nel 1900 e destinata, oltre che ad alloggio, ad ospitare sulla sua terrazza la camera fotografica del telescopio rifrattore Salmoiraghi. Era difatti in questo piccolo padiglione che fu alloggiato tale strumento scientifico, assemblato nel 1900 con ghisa, ferro, ottone, argento e legno di noce.

### Scoperta dell'asteroideInteramnia
Ribattezzato non a caso cercatore di comete, fu proprio con questo strumento che Vincenzo Cerulli la notte del 2 ottobre 1910 scoprì il quinto asteroide più grande del sistema solare, con i suoi 350x304 km di diametro, al quale, in onore della sua città, volle attribuire il nome di Interamnia.
Tale scoperta avvenne tuttavia non all’osservatorio, ma sul tetto del palazzo di famiglia dei Cerulli, nel centro storico di Teramo, dove era stato provvisoriamente spostato nel 1902 questo telescopio rifrattore Salmoiraghi, a causa dell’assenza di acqua corrente a Collurania. Nel palazzo di famiglia, al secondo piano, esisteva difatti una camera dotata di tetto scorrevole che, una volta aperto, permetteva l’osservazione diretta del cielo notturno. In questa camera, la notte del 2 ottobre 1910, Vincenzo Cerulli scoprì l’asteroide che consolidò internazionalmente la sua fama.
Nel 1917, in concomitanza con la donazione del complesso allo Stato, il cercatore di comete farà ritorno all’osservatorio, dove ancora oggi si trova.

## Donazione allo Stato
L’intero complesso dell’osservatorio venne donato da Vincenzo Cerulli allo Stato italiano con atto sottoscritto il 28 giugno 1917, volendo dimostrare il fondatore «tutto il suo attaccamento alla scienza e alla pubblica istruzione, gran leva del progresso e del vivere civile, al fine di mettere altresì in attuazione uno dei desiderati della scienza che le specole dette autonome, non legate cioè all’insegnamento universitario, ma impegnate direttamente in ricerche scientifiche, vengano edificate non nelle grandi città ma in luoghi lontani dai centri molto popolati e che godano quindi di una perfetta trasparenza atmosferica».

Palazzo Cerulli, dal cui tetto venne scoperto l'asteroide Interamnia la notte del 2 ottobre 1910

Il contratto di donazione, rogato dal dott. Luciano Foschini, così si apriva: «Regnando Sua Maestà Vittorio Emanuele III, per grazia di Dio e per volontà della Nazione Re d’Italia, l’anno millenovecentodiciassette, il giorno ventotto del mese di giugno, in Roma, nel palazzo dell’Intendenza di Finanza, il signor Vincenzo Prof. Cerulli, fu Serafino, proprietario, nato e domiciliato in Teramo e residente in Roma, dona al demanio dello Stato l’Osservatorio Astronomico di sua proprietà, sito in contrada Collurania nel comune di Teramo, con tutti gli strumenti, il macchinario e ogni altro materiale scientifico ivi esistente, nonché quelli che si conservano nella casa paterna del donante». La donazione venne subordinata alla condizione che «non potrà essere data altra finalità all’osservatorio: se ciò avvenisse, la proprietà degli immobili e degli strumenti scientifici passerà ipso facto agli eredi legittimi del donante». Per precisa disposizione contrattuale e per il resto della sua vita, Vincenzo Cerulli conservò «il diritto di accedere nei locali dell’Osservatorio, di compiervi studi e ricerche, avvalendosi del materiale scientifico esistente».
«Il Regio Osservatorio Astronomico "Vincenzo Cerulli" di Collurania è eretto in ente morale sotto la vigilanza del Ministero dell’Educazione Nazionale». Con queste parole si apriva la legge 25 giugno 1931 n. 926, pubblicata sulla Gazzetta Ufficiale del 7 agosto 1931 n. 181. Questa legge, tra le altre cose, approvò formalmente e rese esecutiva la convenzione stipulata il 4 giugno 1929 fra lo Stato e l’erede di Vincenzo Cerulli, Carmela Fioretti, con la quale si provvide alle ultime volontà dell’astronomo fondatore: acquistare, a spese della famiglia e senza oneri per lo Stato, una serie di nuovi strumenti scientifici da questi ordinati poco prima della sua morte e costruire, nei pressi del padiglione principale, un nuovo edificio destinato ad ospitare l’abitazione del Direttore dell’osservatorio.
Questo nuovo fabbricato, redatto dal «Corpo Reale del Genio Civile di Teramo», vide compimento definitivo nel 1931 e fu dunque unito al vicino padiglione Cooke grazie ad un passaggio sopraelevato coperto, presente ancora oggi. Fortemente voluto, appunto, dallo stesso Vincenzo Cerulli, il nuovo edificio fu previsto nella stessa convenzione stipulata il 4 giugno 1929 fra lo Stato e «la signorina Carmela Fioretti, erede universale delle sostanze del Cerulli, come da suo testamento olografo datato 1 luglio 1925 e depositato presso il notaro Bernardo Striglioni ne’ Tori, in Teramo». Nella convenzione in oggetto, Carmela Fioretti dichiarò «di essere pronta a soddisfare, senza eccezioni o condizioni, l’obbligo impostole col testamento del defunto di far costruire in Collurania la palazzina per la dimora del Direttore, impegnandosi a pagare al Ministero della Pubblica Istruzione la somma di lire italiane duecentocinquantamila».
In esecuzione della citata convenzione, Vincenzo Cerulli lasciò altresì all’osservatorio la nuova strumentazione scientifica appena acquistata dalla sua erede e, curiosamente, anche una «automobile FIAT, un tornio De Carolis completo, una carriola nuova, una carriola usata, una piallatrice, un'incudine di acciaio duro e una stazione radiotelegrafica tipo studio Marconi a sei unità, con accessori».

## Descrizione del complesso
L'ampio complesso architettonico dell'osservatorio è oggi composto da una serie di aree scoperte e di strutture distinte, alcune delle quali parzialmente modificate nel corso dei decenni.

### La località Collurania

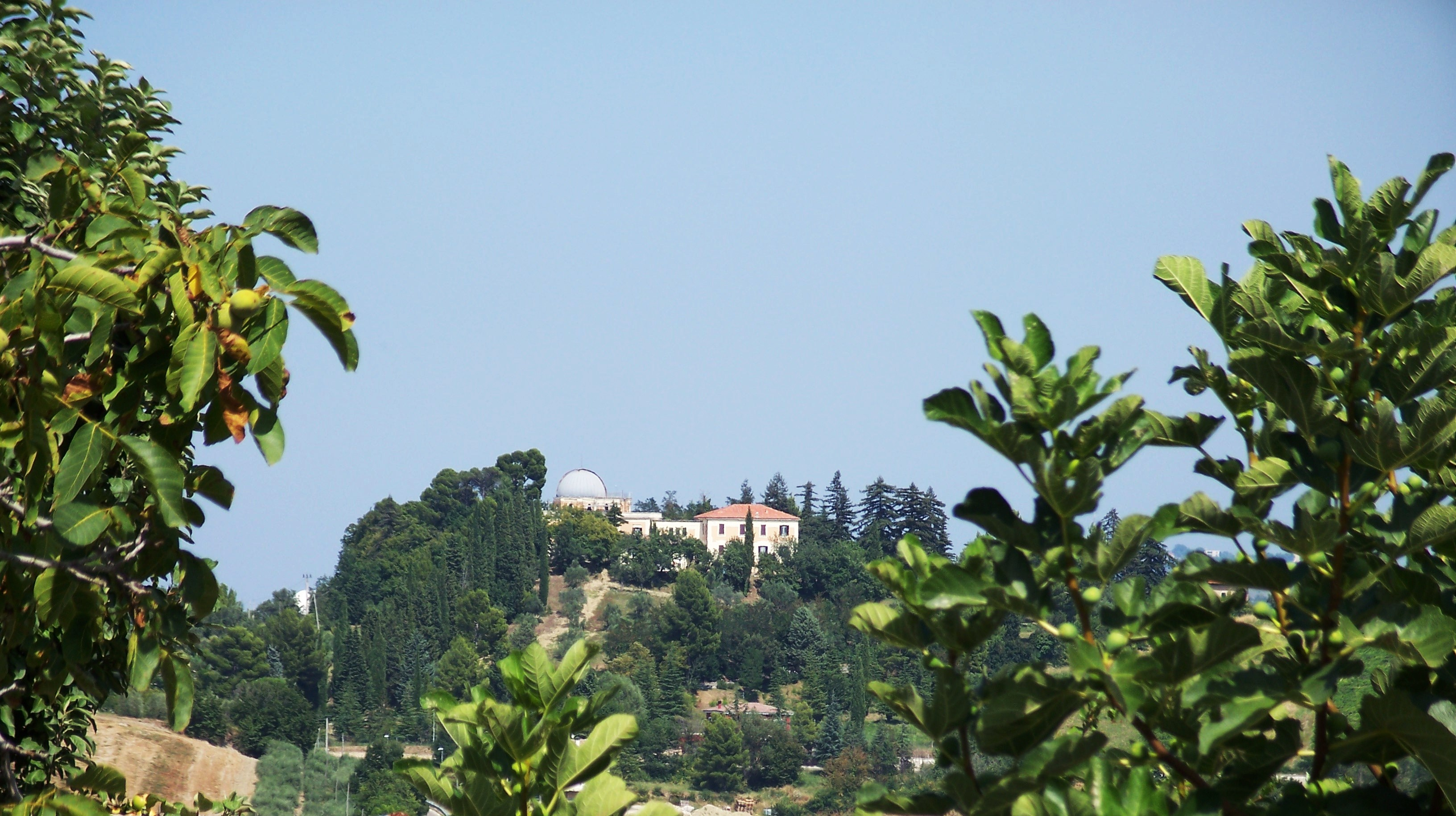
Il complesso dell'Osservatorio a Collurania

Il luogo sul quale sorge l'osservatorio, che dal momento della sua fondazione ha assunto il nome di Collurania, è un colle a circa 400 m sul livello del mare, situato a 5 km dalla città di Teramo e posto a sud-est di essa. Dalla sommità il panorama che si scorge spazia dal mare Adriatico alla catena appenninica, sulla quale si staglia netta la mole del Gran Sasso d'Italia.

### Il parco, la grotta di Lourdes e il vialetto dei cipressi
Un grande parco circonda i diversi padiglioni che compongono il complesso: le specie arboree più diffuse sono il pino, il cipresso e l'abete. Panchine, tavoli, aree di sosta e anfiteatri all'aperto sono diffusi nel parco. A partire dal cancello principale, che reca a lettere metalliche la dicitura Osservatorio Astronomico e che si apre direttamente sulla strada statale 81, un viale carrabile, dedicato ad uno dei primi direttori dell'osservatorio, Mentore Maggini, conduce sino alla sommità del colle e al padiglione principale. Una serie di vialetti pedonali, diffusi in tutto il parco, collega i vari padiglioni a quello principale.
In prossimità del cancello d'ingresso, poco prima del fabbricato oggi destinato a foresteria e magazzino, sorge una grotta artificiale, ad imitazione della grotta di Lourdes, contenente una statua della Madonna e un altare.
Accanto ad essa il vialetto dei cipressi, un lungo vialetto pedonale in ripida salita con tracce di una vecchia scalinata in pietra, conduce direttamente al padiglione principale.

### Il padiglione Cooke
Strutturalmente costituito da un corpo centrale di forma ottagonale, al di sopra del quale si eleva la cupola del telescopio rifrattore Cooke, che dà il nome all'intero padiglione, l'edificio principale annovera tre ulteriori corpi di fabbrica che si innestano simmetricamente a quello centrale. Costituito in un primo momento ad un solo livello rialzato e con una fenditura verticale necessaria ad ospitare il telescopio zenitale fatto realizzare nel 1890 a Londra dalla ditta Troughton & Simms. Nel 1919 tale fenditura venne murata e il padiglione, parzialmente sopraelevato, assunse l’aspetto attuale ad eccezione della scalinata d'ingresso, sistemata nella maniera oggi visibile soltanto sul finire degli anni trenta del XX secolo.
Un pilastro posto al centro della struttura, di forma leggermente conica e alto 15 m, attraversa verticalmente l'intero padiglione ed è destinato a sorreggere il telescopio rifrattore Cooke, il cui peso sarebbe eccessivo per il solaio della sala di osservazione.
Il padiglione, oltre al telescopio, ospita la biblioteca, l'officina e altri servizi. Il museo dell'osservatorio, allestito nella Sala dello Zodiaco, nella Sala del Pilastro e nella Sala Maggini, è ugualmente situato nel padiglione principale.

### La palazzina degli uffici
Realizzata, su precisa disposizione testamentaria del fondatore Vincenzo Cerulli, la palazzina degli uffici vide la luce nel 1931 ed aveva la funzione di ospitare, a titolo di abitazione, il direttore dell'osservatorio. Unita al padiglione principale da un passaggio aereo coperto, esistente ancora oggi, la palazzina attualmente ospita gli uffici tecnici e amministrativi, la Direzione, la portineria e altri servizi.

### La specoletta
Alla falde della collina, Vincenzo Cerulli fece inoltre realizzare nel 1900 un ulteriore edificio a servizio dell'osservatorio, denominato la specoletta. La struttura, su due livelli, fu concepita ad uso di abitazione ma, sulla sua terrazza, fu altresì alloggiata una camera fotografica con obiettivo triplo di Cooke, avente 165 mm di apertura e 1 m di distanza focale, montata sul telescopio rifrattore Salmoiraghi, ribattezzato cercatore di comete. Telescopio che tuttavia nel 1902, a causa dell'assenza di acqua corrente a Collurania, necessaria per il lavaggio delle lastre, fu trasferito presso l'abitazione dei Cerulli a Teramo e riportato in osservatorio soltanto nel 1917.
Un successivo intervento edilizio eliminò la vecchia terrazza della specoletta e la sostituì con una copertura a falde inclinate, al di sotto delle quali ancora si nota traccia della terrazza preesistente. Oggi l'edificio ospita la foresteria dell'osservatorio.

### Il padiglione Zappa
Fu l'allora Direttore Luigi Taffara a far realizzare nel 1924, su un poggio posto a circa 100 m dal padiglione principale e a nord-est di esso, un nuovo piccolo padiglione, a cui fu attribuito il nome di padiglione Zappa, a ricordo del primo Direttore dell'osservatorio, Giovanni Zappa, scomparso l'anno precedente. Si tratta di un semplice fabbricato rettangolare di lunghezza pari a 6 m e di larghezza pari a 4,80 m, diviso in due vani: il primo, che all'inizio fu dotato di copertura mobile con cassoni scorrevoli su rotelle, era destinato ad accogliere la camera fotografica di Cooke; il secondo, di minori dimensioni, costituiva la camera oscura per il cambio delle lastre e per il loro sviluppo. Un livello sotterraneo, a cui si accedeva sotto l'ingresso principale, occupava la superficie dell'intero fabbricato.
Nel 1947 il Direttore Giovanni Peisino fece sostituire il tetto scorrevole con una nuova cupola i cui lavori di installazione, condotti dalla ditta teramana Morò, durarono dal 1949 al 1950. Fu dello stesso periodo, tra l'altro, il consolidamento delle fondazioni del padiglione Zappa, attraverso la realizzazione di un muro perimetrale in cemento e mattoni, a causa del verificarsi di uno scivolamento del terreno nei pressi della parte posteriore dell'edificio.
Oggi la struttura ospita il telescopio XLT, un riflettore con una montatura equatoriale e un disegno ottico di tipo Ritchey-Chrétien, con focale F/8, uno specchio primario di 40 cm ed uno specchio secondario di circa 9 cm. Questo telescopio è attualmente utilizzato per le attività a carattere divulgativo.

### Il padiglione TNT
Realizzato negli anni settanta del XX secolo, a poca distanza dal padiglione Zappa, il padiglione TNT è attualmente sede dell'omonimo telescopio denominato Teramo Normale Telescope, strumento installato nel 1995 e nato da un progetto dell'osservatorio in collaborazione con la Scuola Normale Superiore di Pisa. Il TNT è un telescopio riflettore con una montatura equatoriale. Ha un disegno ottico di tipo Ritchey-Chrétien con focale F714, uno specchio primario di 72 cm ed uno secondario di circa 19 cm. Al suo piano focale è montato un rilevatore CCD per osservazioni nelle bande ottiche, con 1024x1024 pixel. Dal 2012 il telescopio è abilitato alle osservazioni in remoto e viene utilizzato sia per osservazioni scientifiche, sia per scopi divulgativi.

## Galleria d'immagini

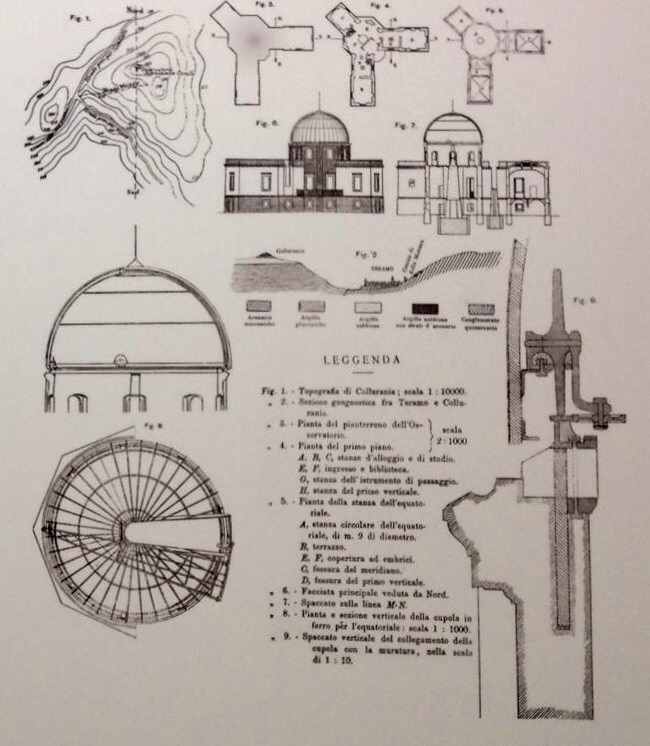
Il progetto di costruzione del padiglione principale dell'Osservatorio, a firma di Carlo Maria Viola
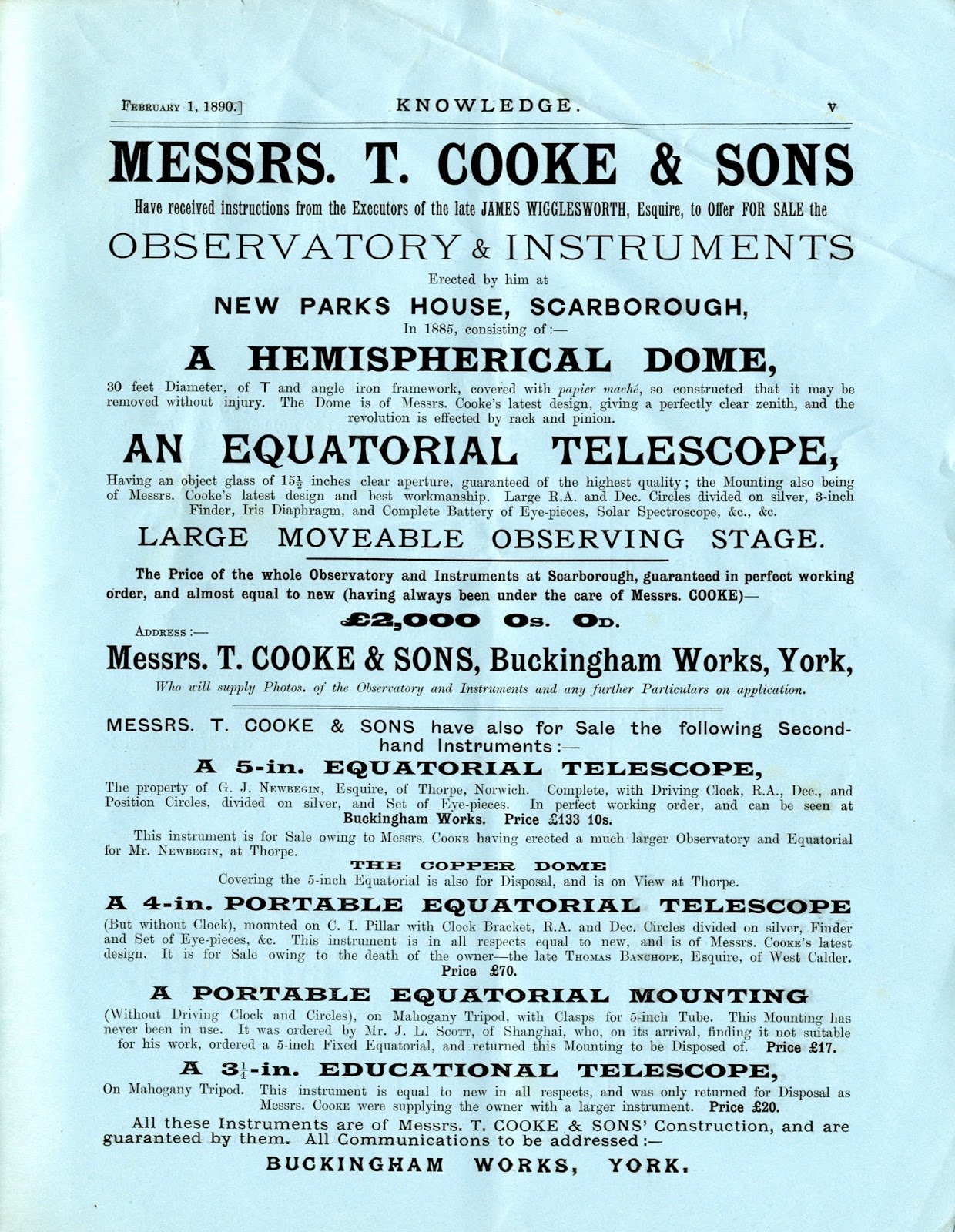
Il manifesto di vendita delle componenti del demolito Osservatorio di Scarborough (1885)
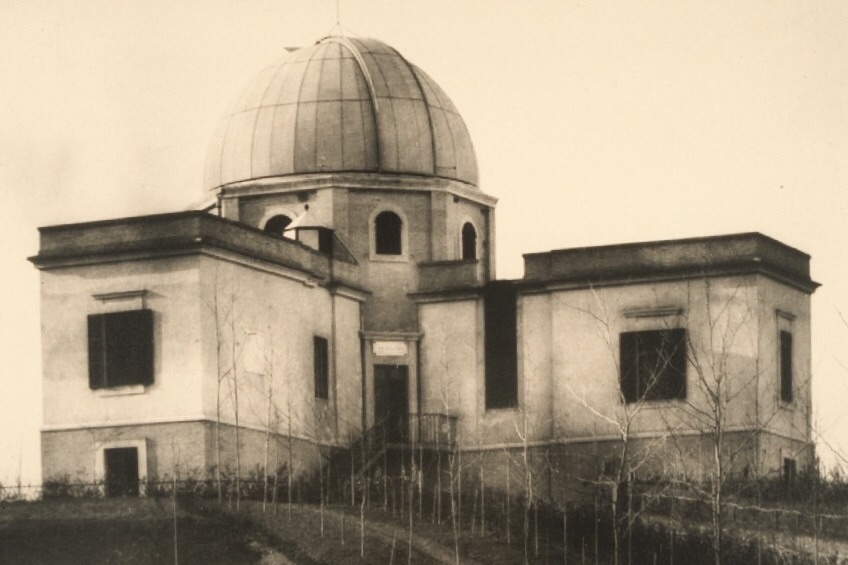
Il padiglione principale appena ultimato (1893)
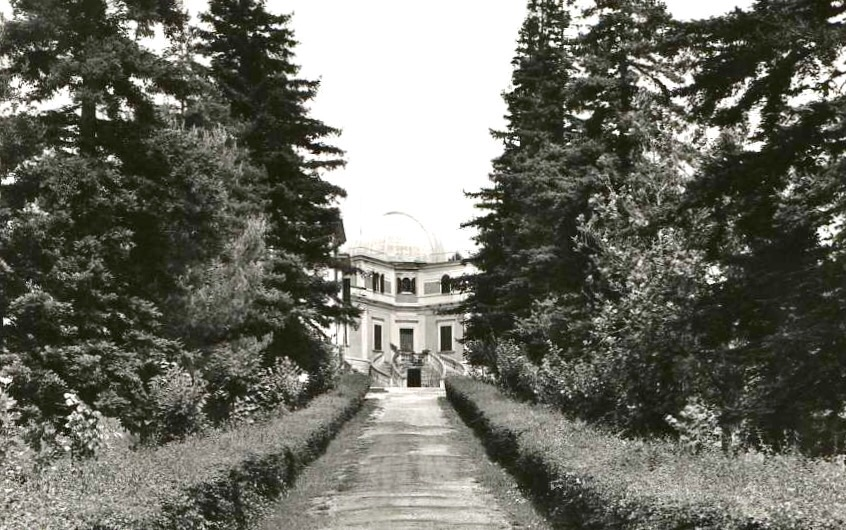
Il padiglione principale visto dal Viale Mentore Maggini alla fine degli anni trenta
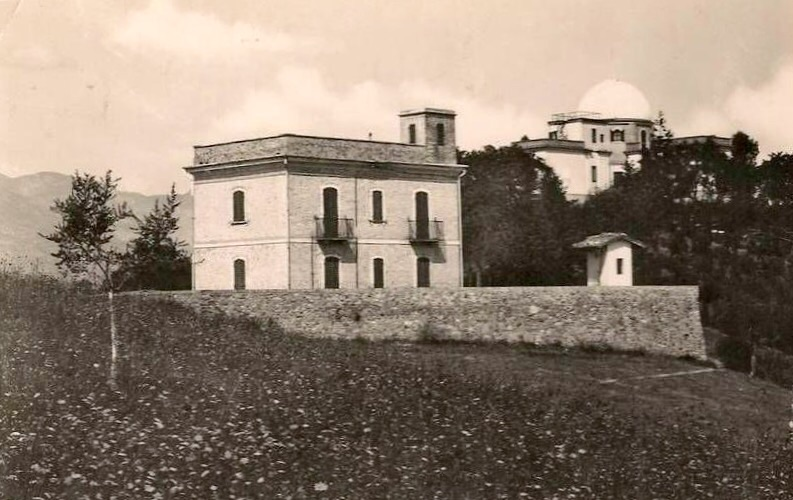
L'Osservatorio negli anni venti: in primo piano si nota la specoletta
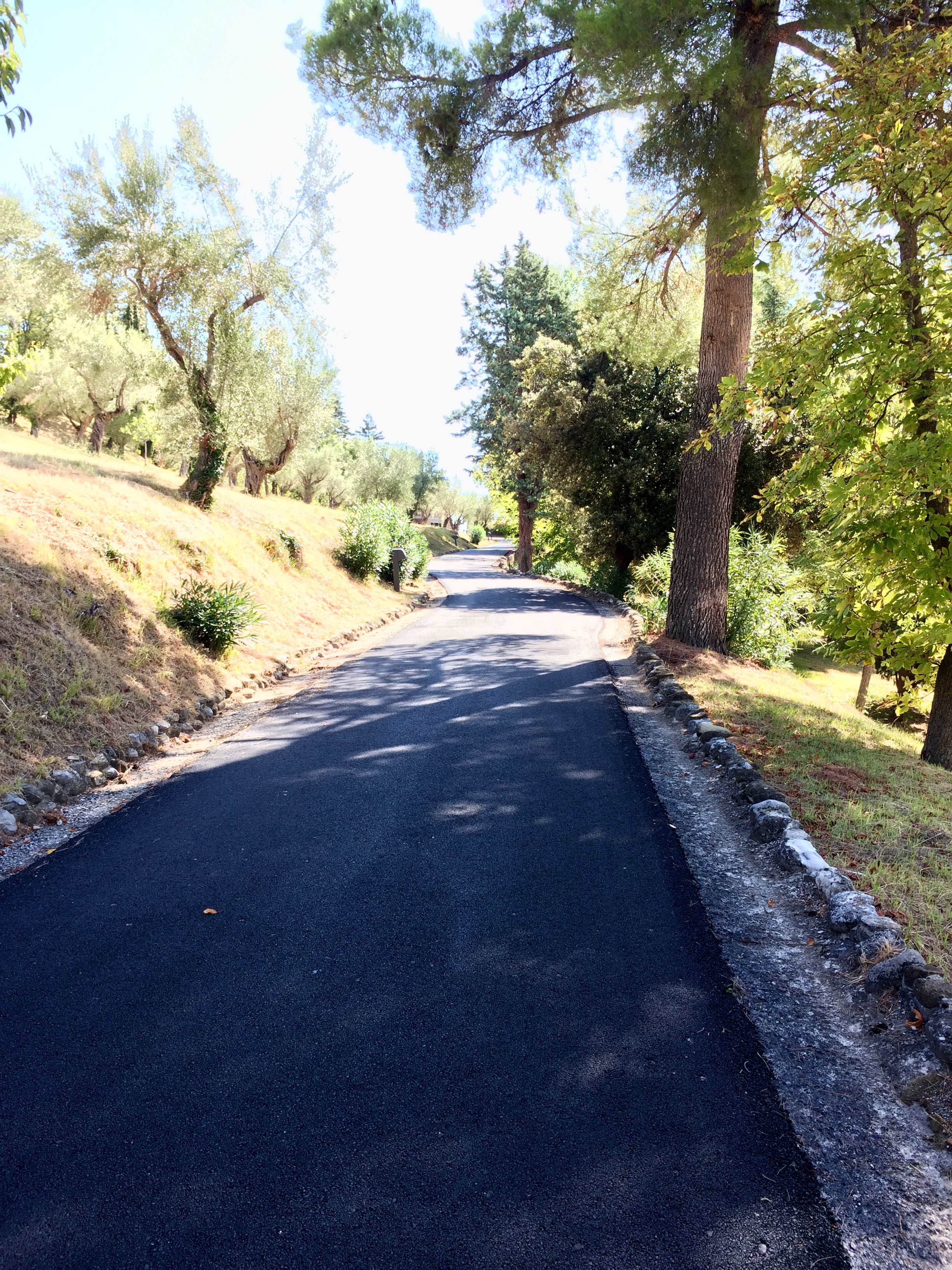
Il Viale Mentore Maggini che sale sino alla sommità di Collurania
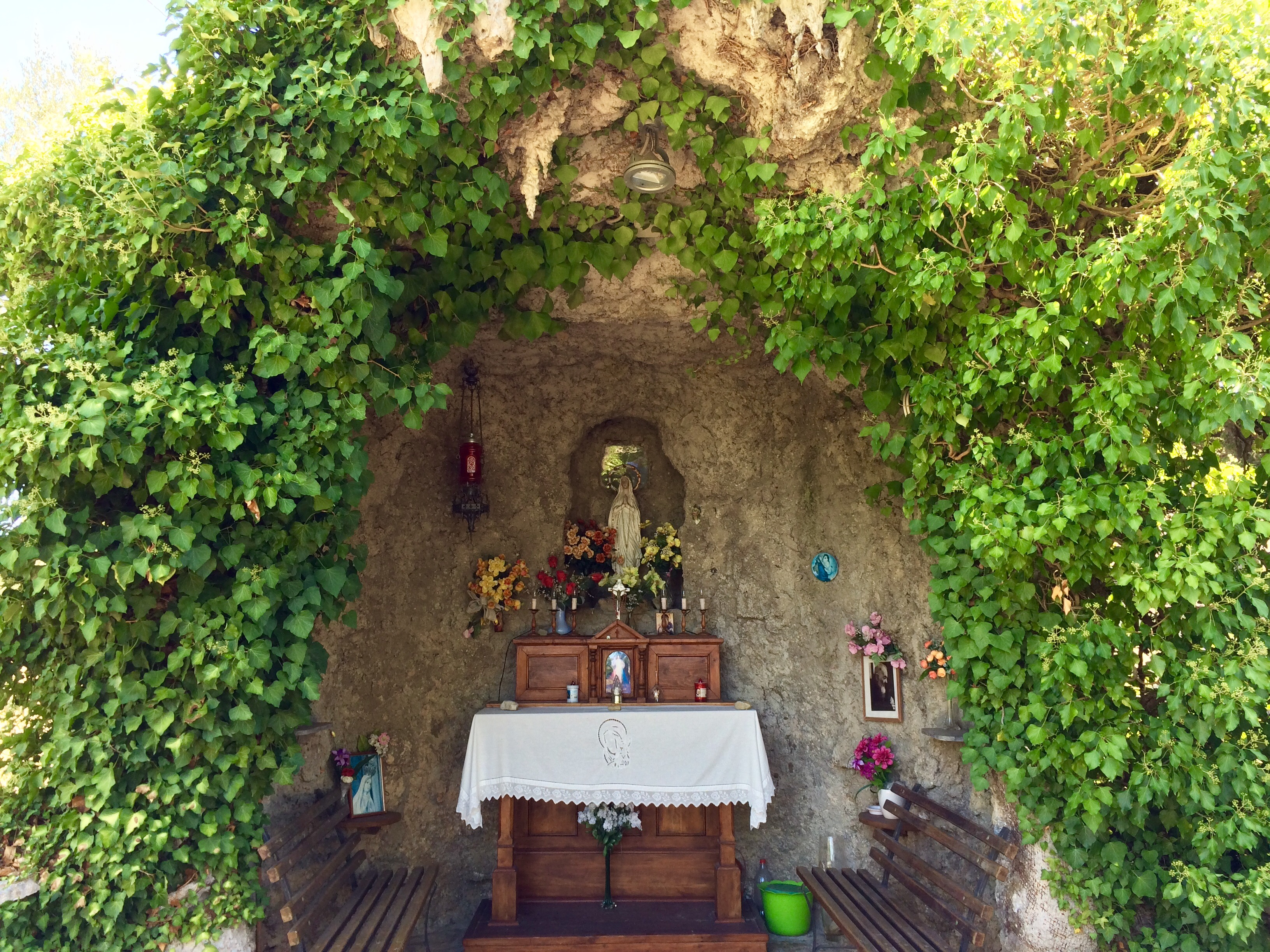
La grotta di Lourdes
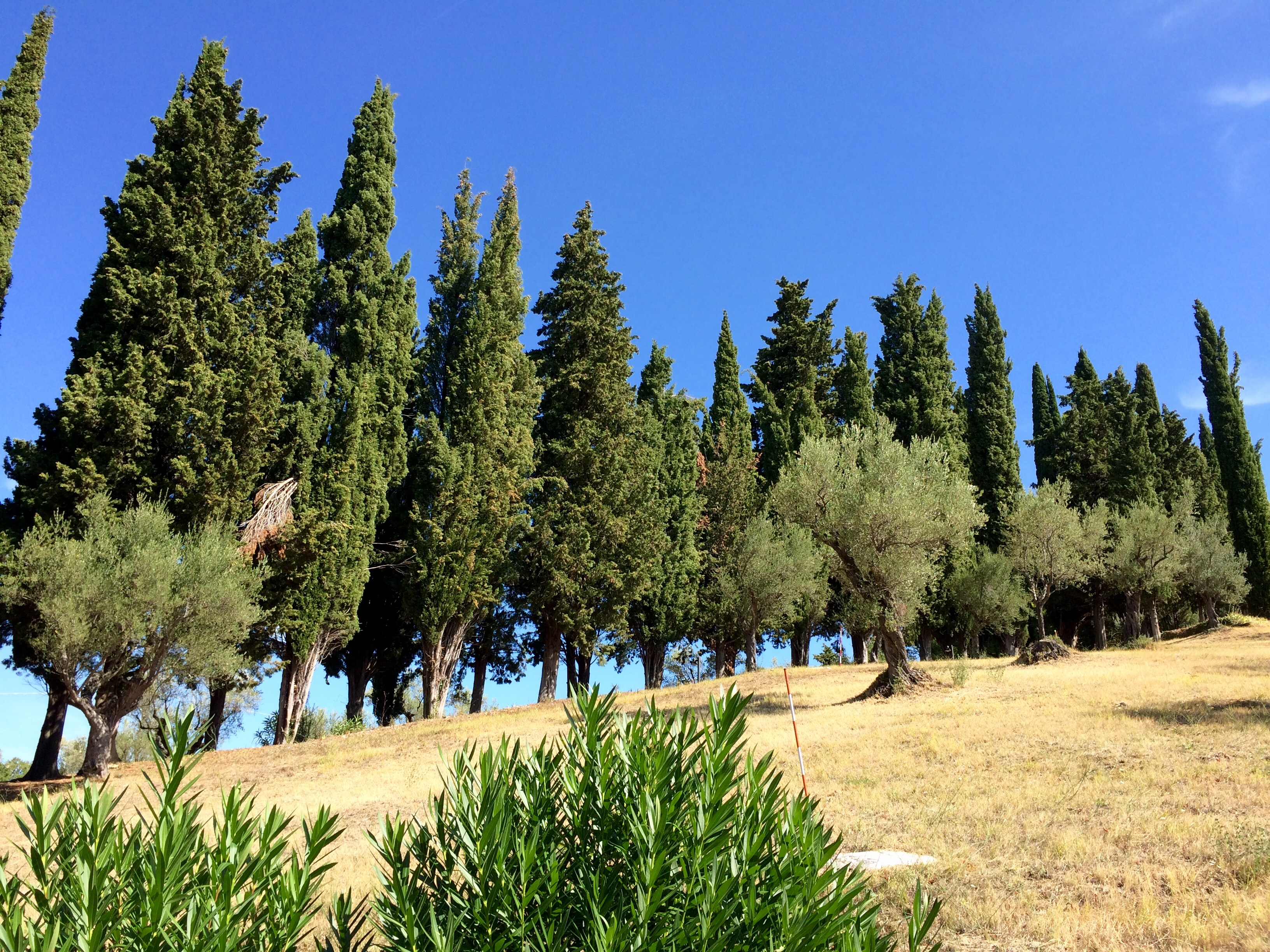
Il vialetto dei cipressi
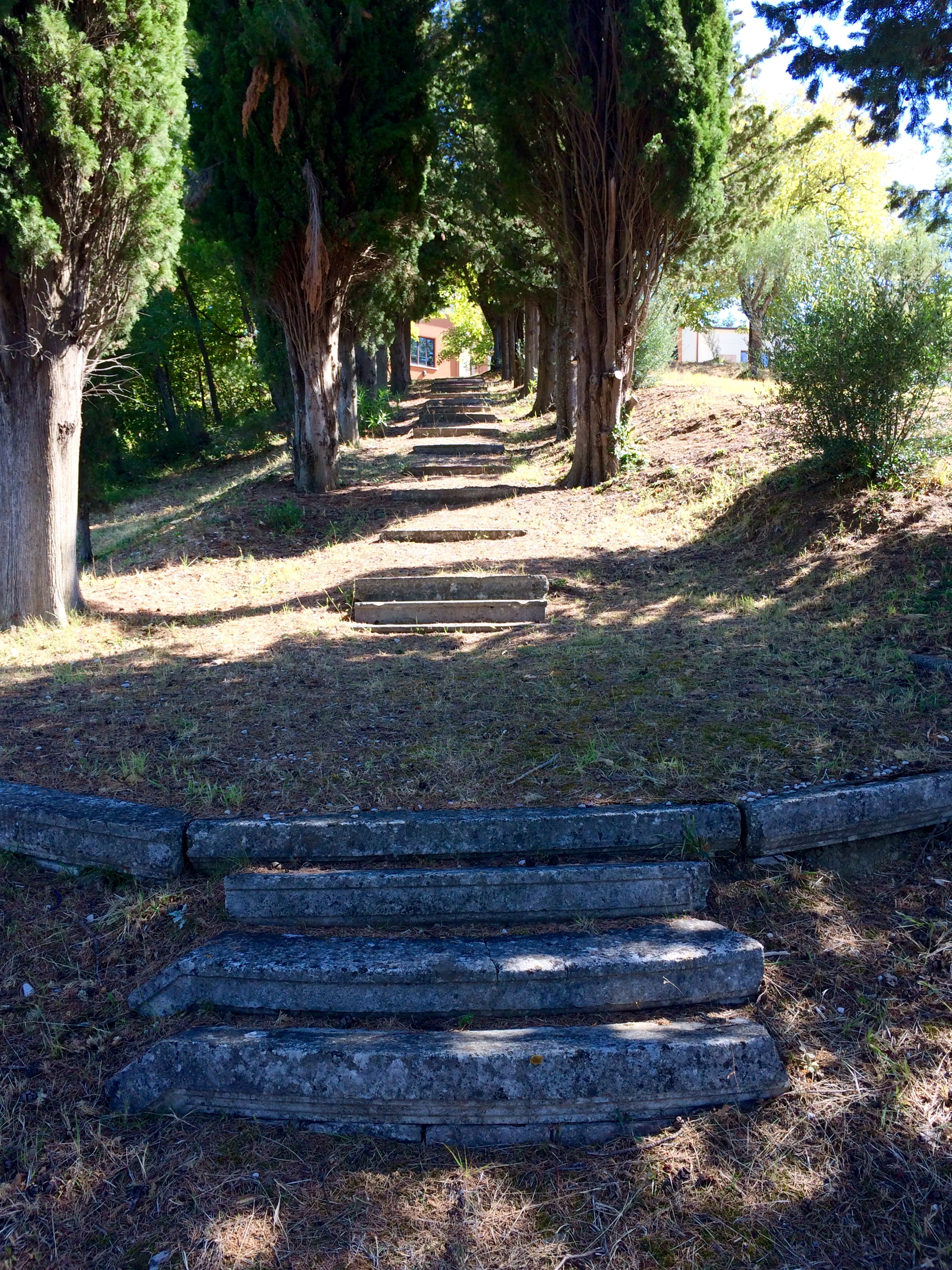
Il vialetto dei cipressi
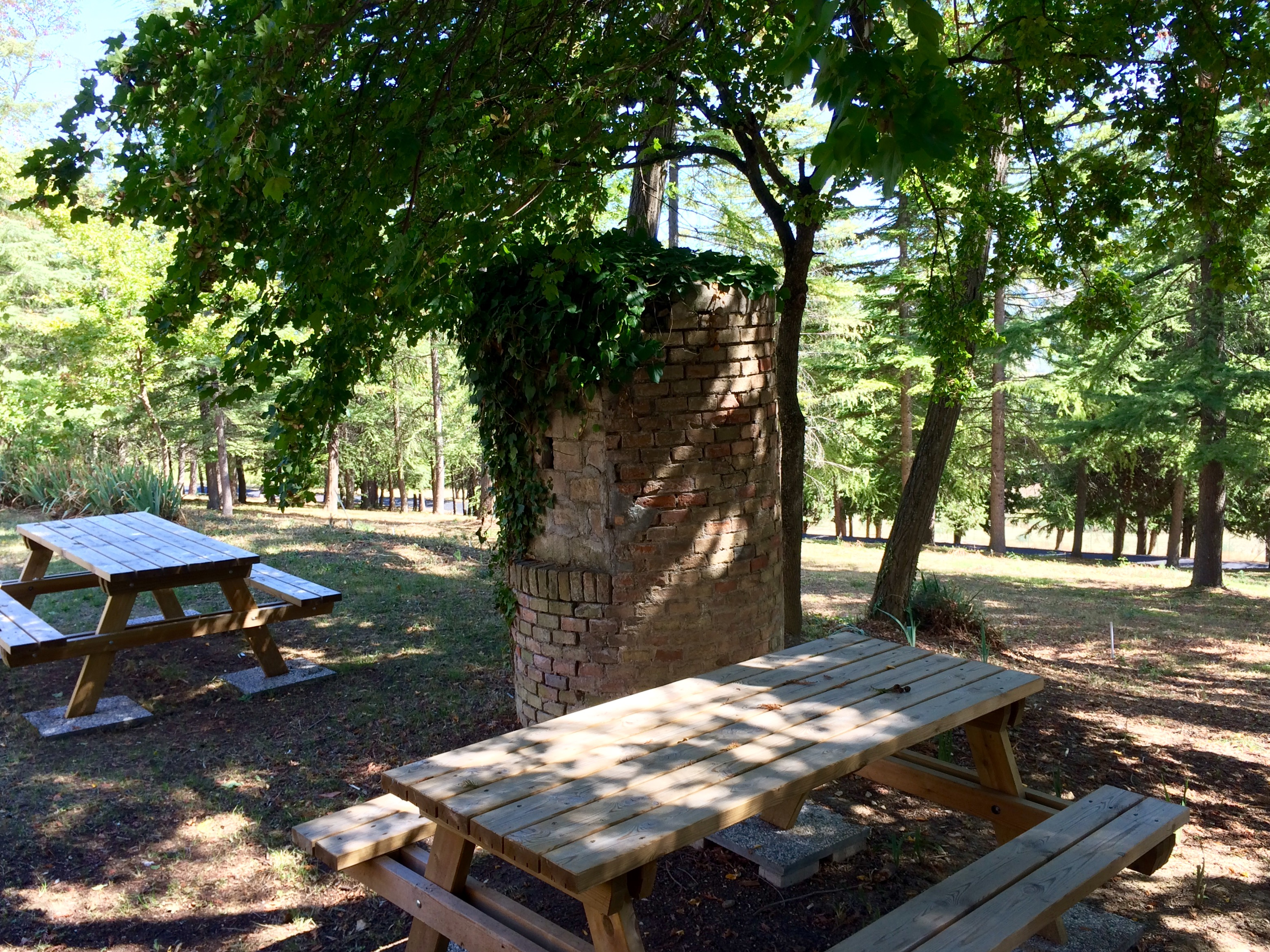
Il parco
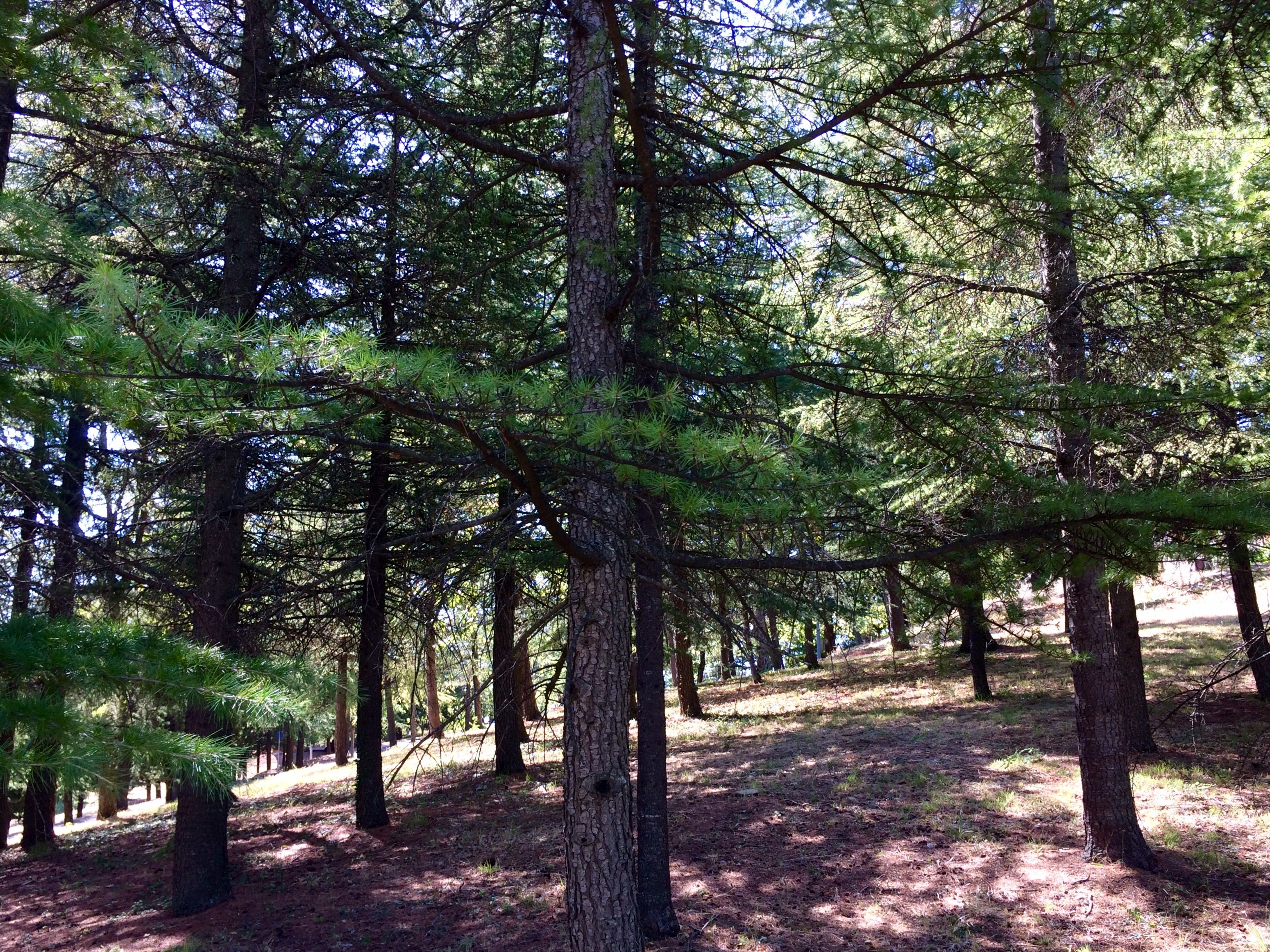
Il parco
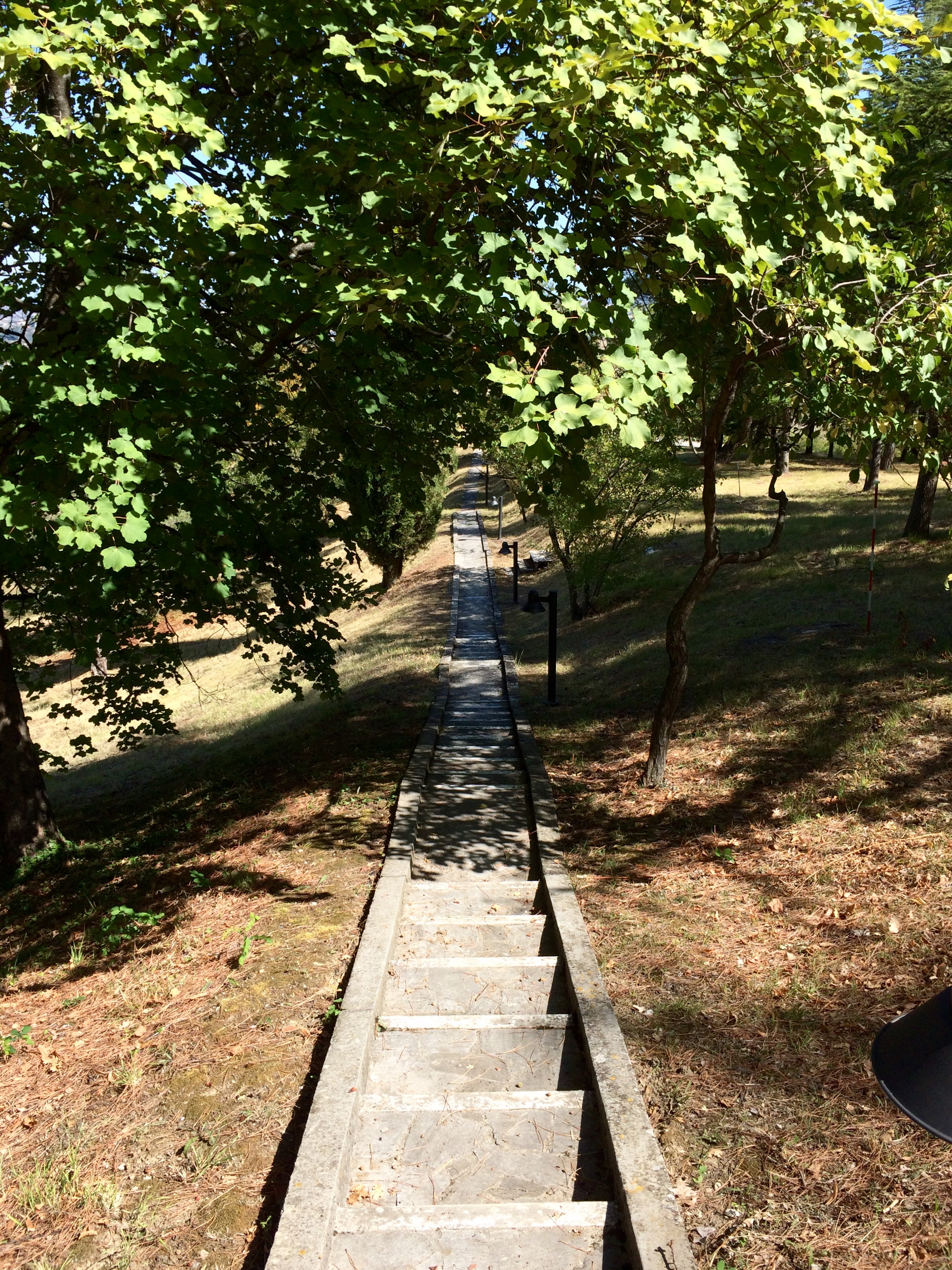
Uno dei vialetti pedonali di collegamento con i vari padiglioni nel parco
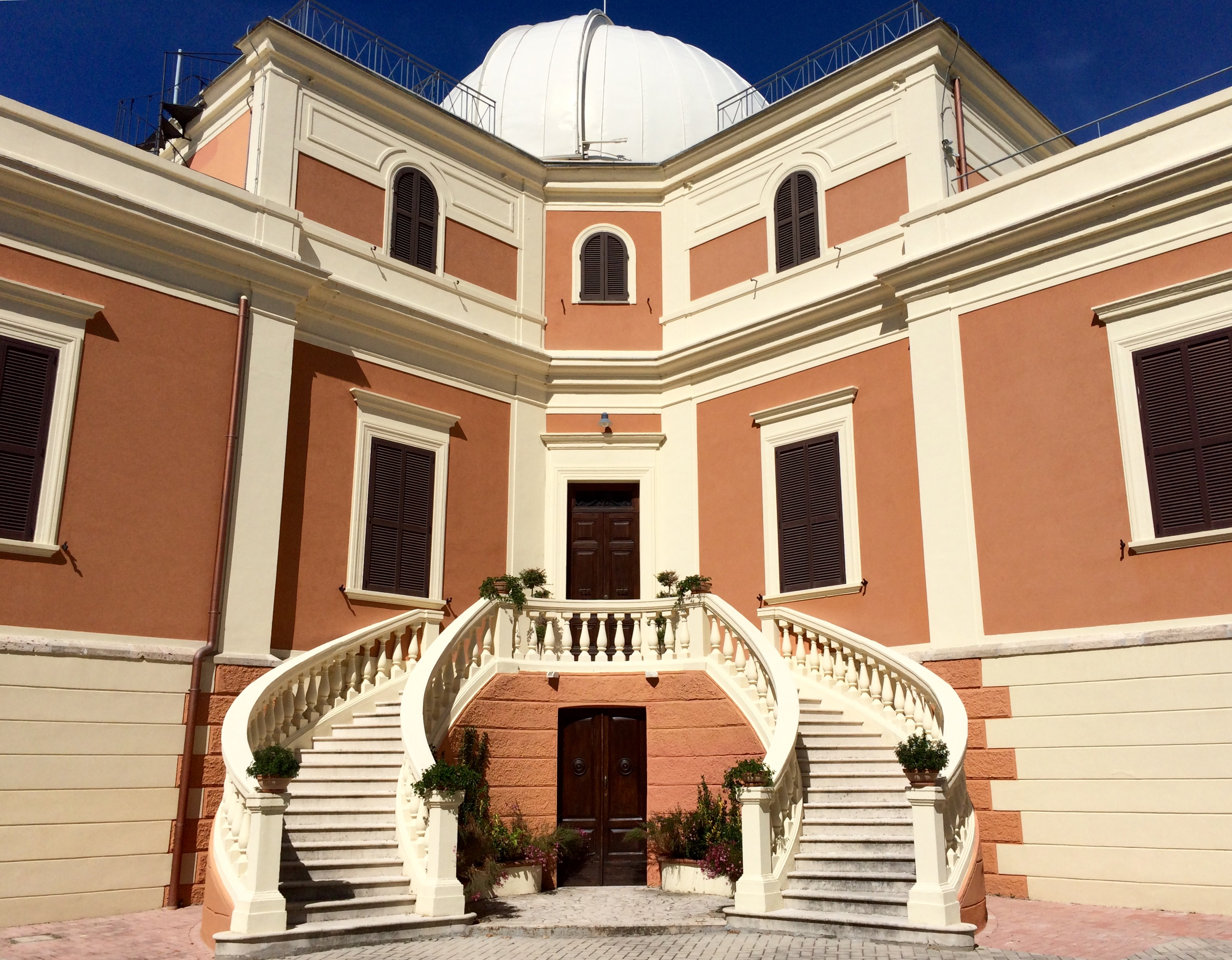
Il padiglione principale
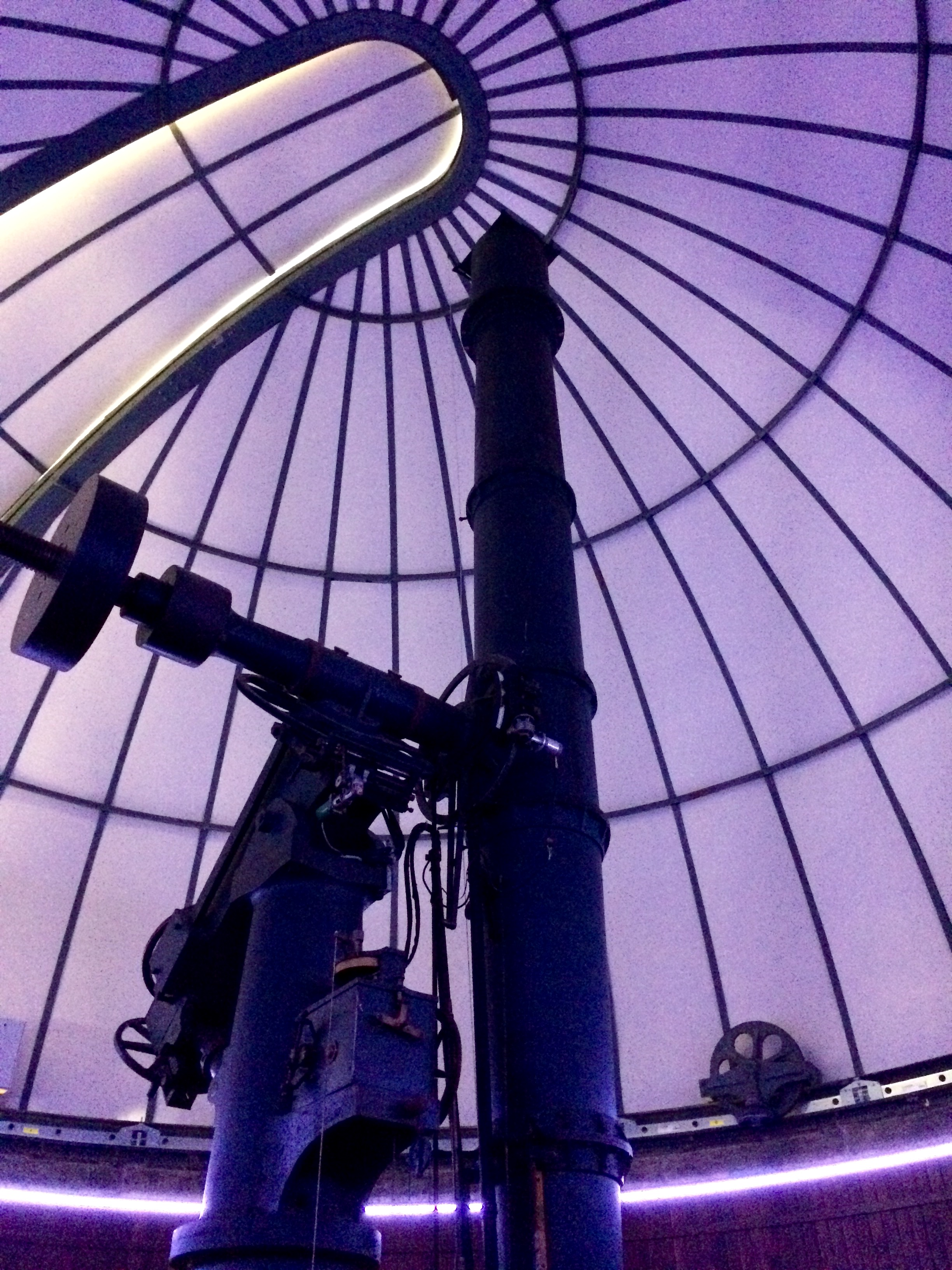
La sala di osservazione e il telescopio Cooke nel padiglione principale
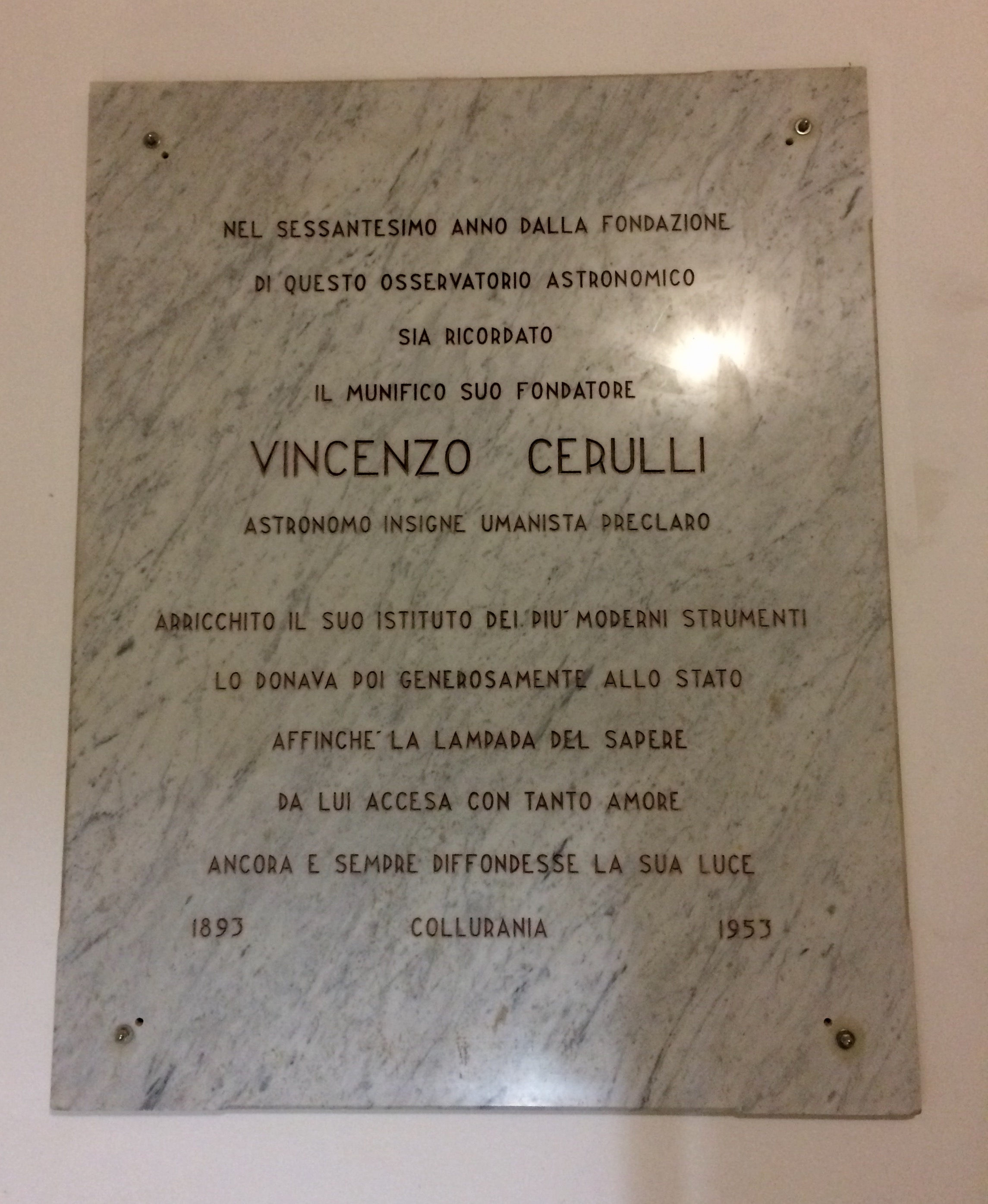
La lapide a ricordo di Vincenzo Cerulli nel padiglione principale
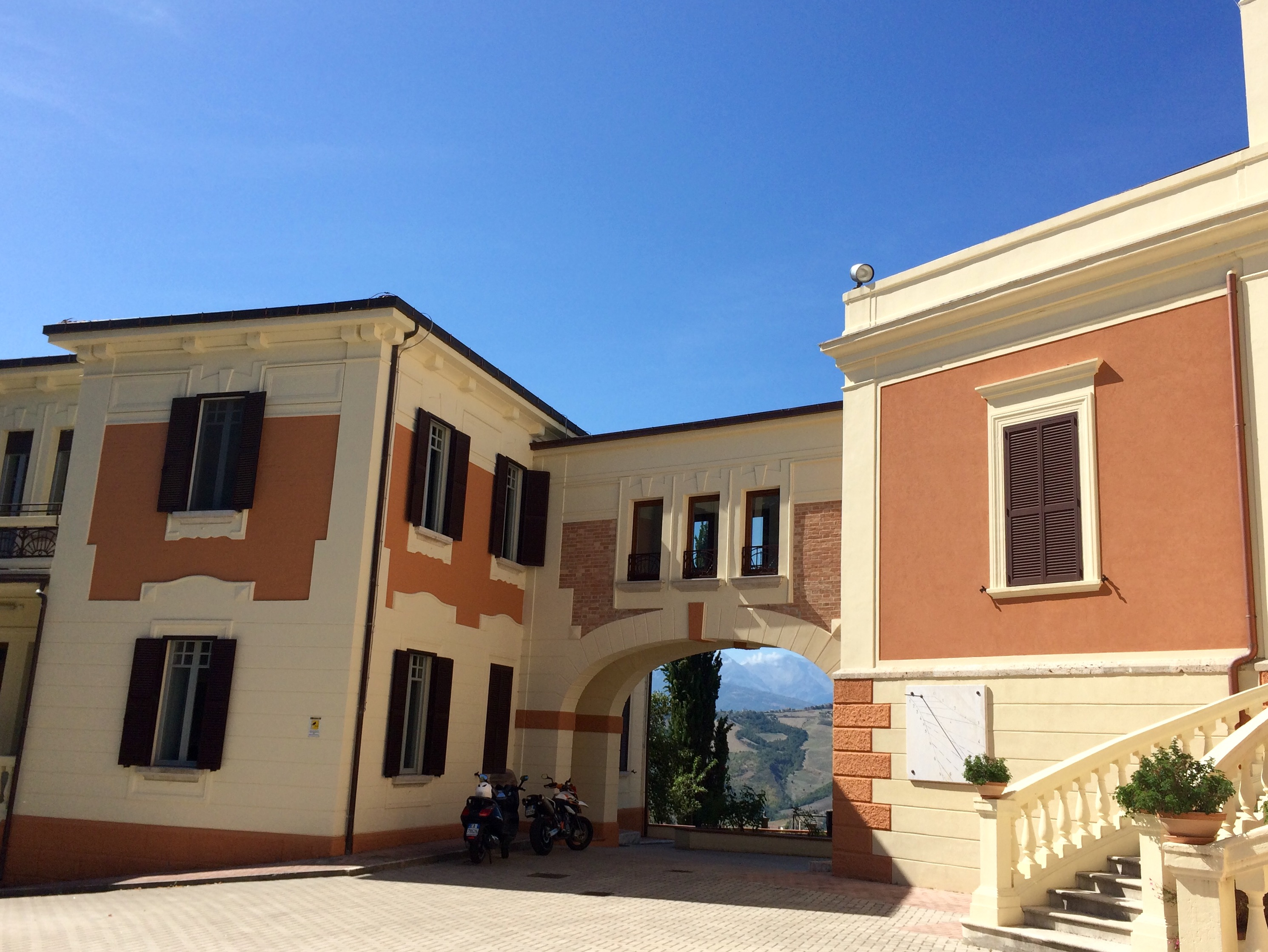
La palazzina degli uffici e il passaggio aereo di collegamento con il padiglione principale
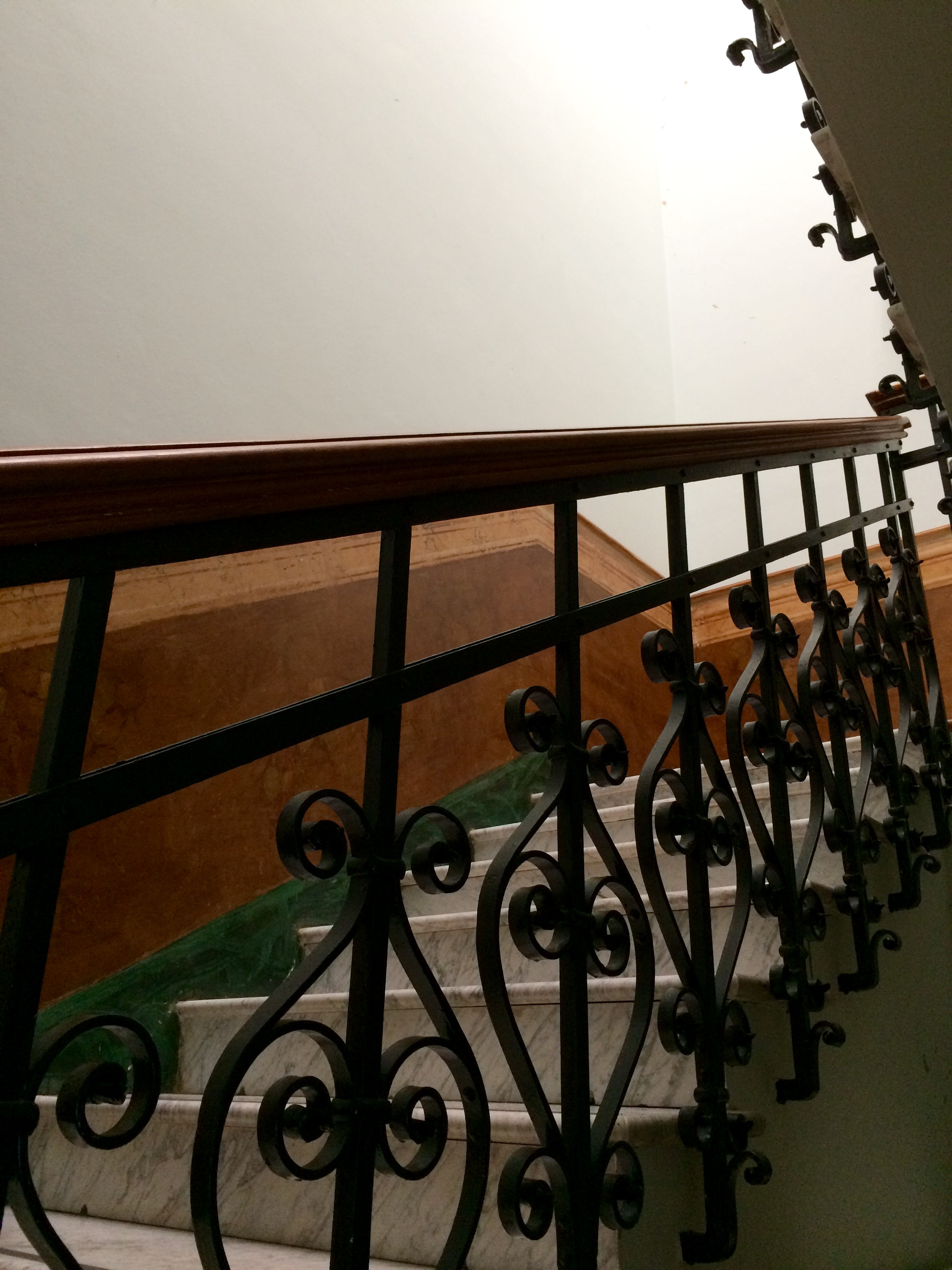
La scalinata interna della palazzina degli uffici
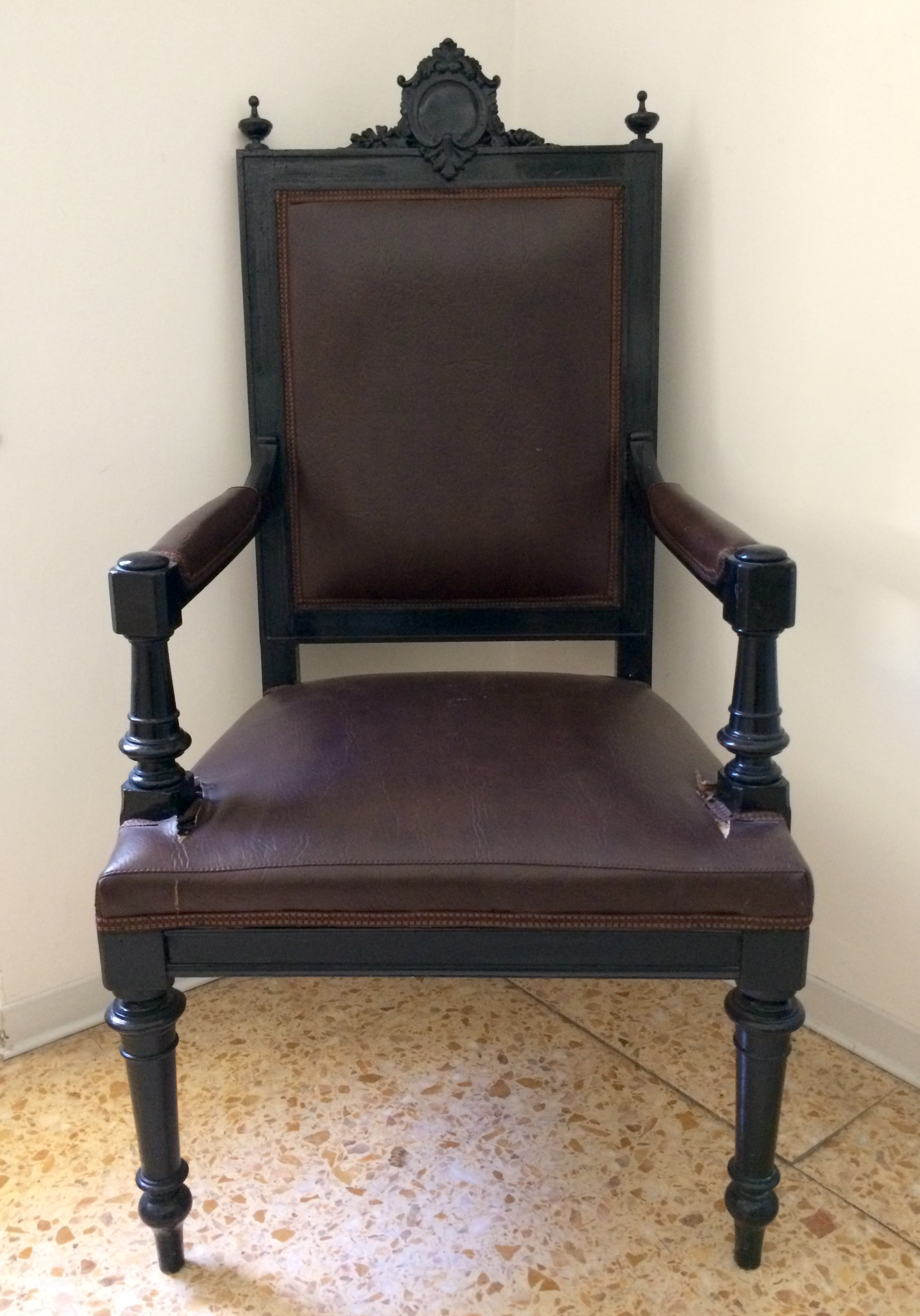
Uno degli arredi storici nella palazzina degli uffici
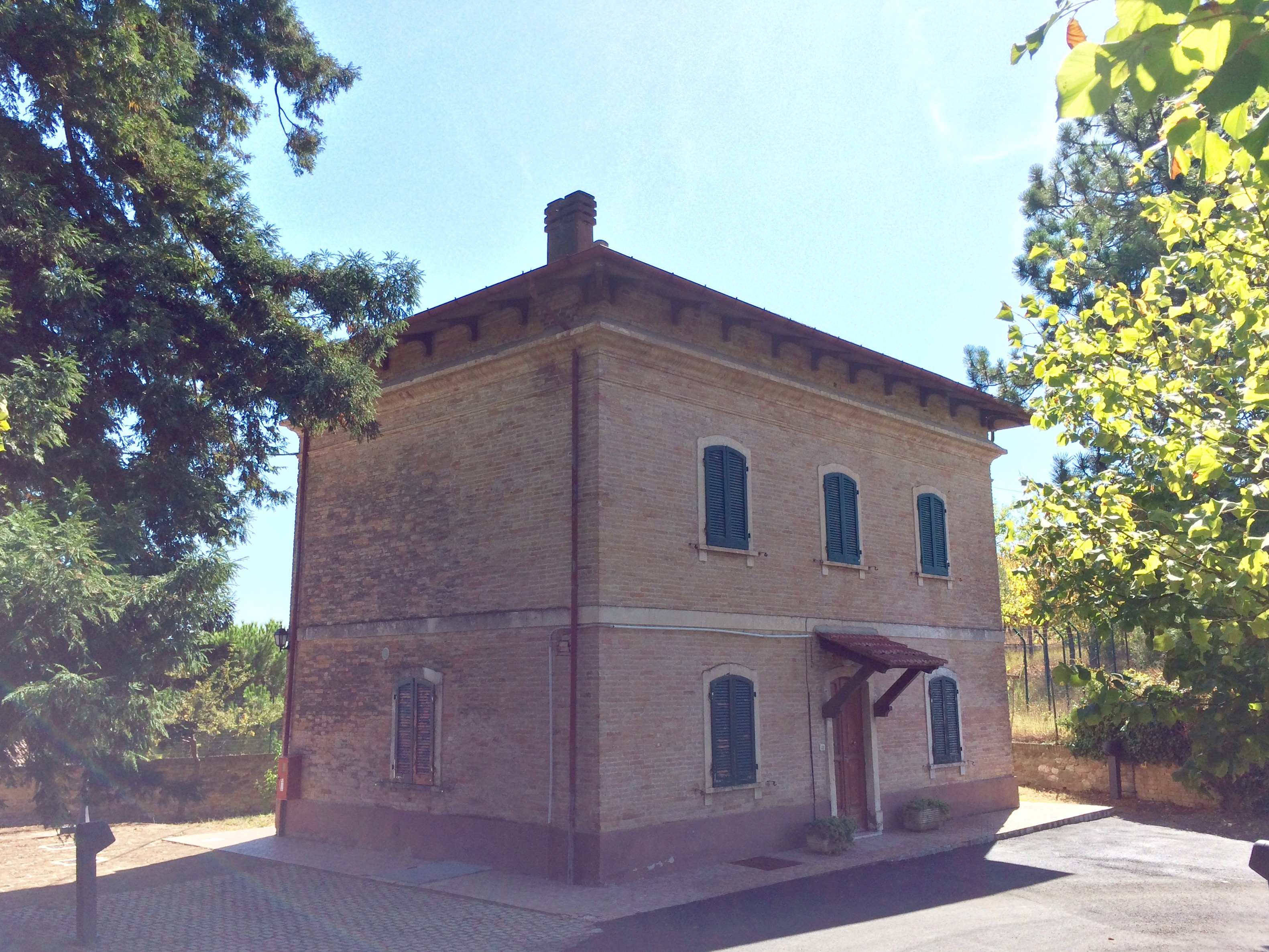
La specoletta
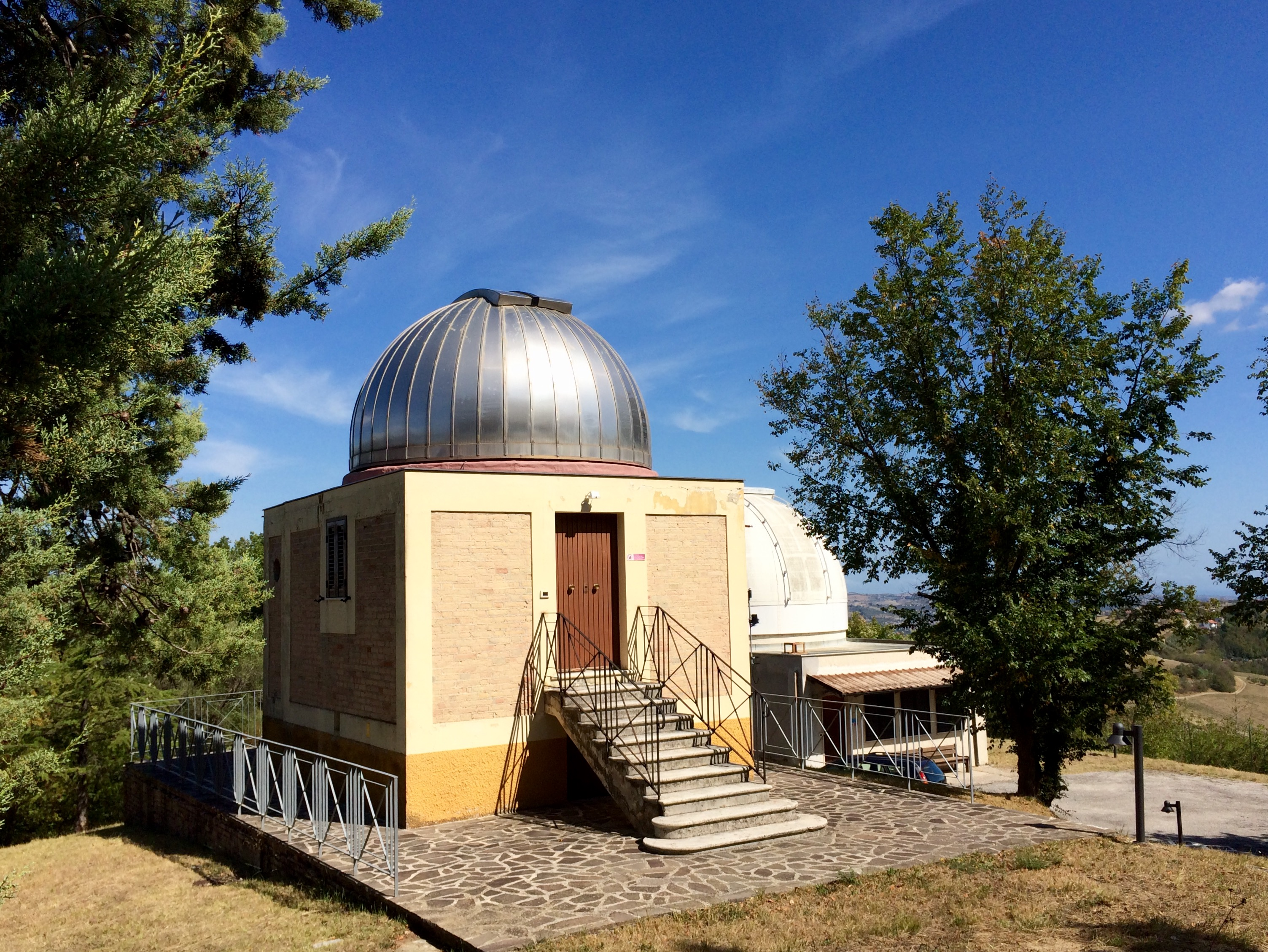
Il padiglione Zappa
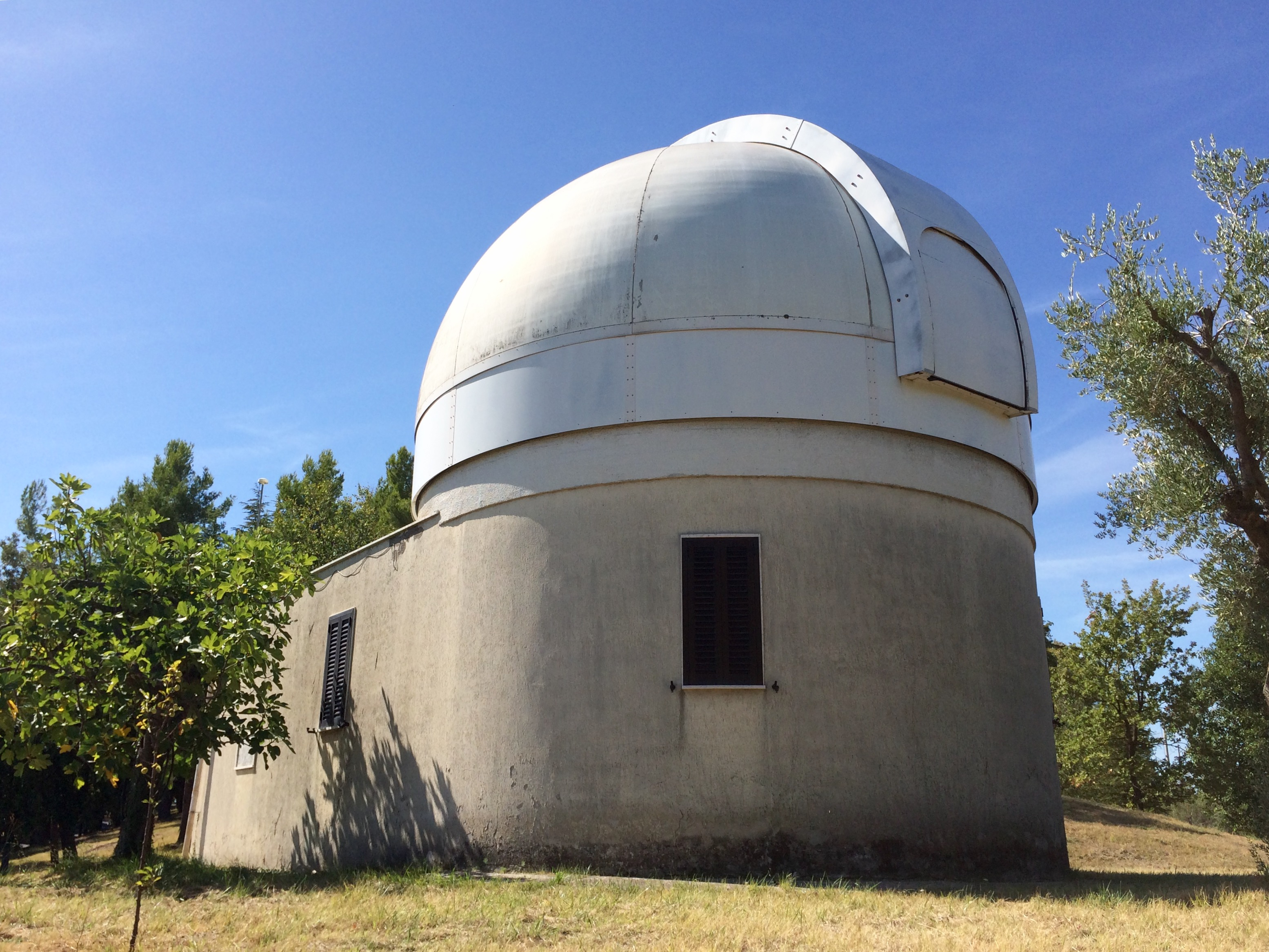
Il padiglione TNT

## Elenco dei Direttori
- Giovanni Zappa (1917 - 1923)
- Luigi Taffara (1924 - 1926)
- Mentore Maggini (1926 - 1941)[4]
- Giovanni Peisino (1941 - 1956)
- Piero Tempesti (1958 - 1969)[5] - delegato da Massimo Cimino, ordinario di astronomia presso l'Università degli Studi di Napoli Federico II
- Mario Rigutti (1969 - 1987)[6]
- Vittorio Castellani (1987 - 1996)[7]
- Amedeo Tornambè (1997 - 2004)
- Oscar Straniero (2005 - 2011)
- Roberto Buonanno (2012 - 2018)
- Enzo Brocato (2018 - 2024)
- Mauro Dolci (2025 - in carica)'

## Attuali attività scientifiche
Dal 1994 l'osservatorio dispone di un telescopio ottico (il Teramo Normale Telescope-TNT) con specchio primario da 72 cm.
Il centro di calcolo dell'osservatorio, danneggiato dal sisma verificatosi nella zona di Amatrice tra il 23 e 24 agosto 2016 è stato demolito a novembre dello stesso anno e le apparecchiature sono state dislocate presso gli altri edifici del complesso.